# Crawling
Crawling ist die zweite Single aus dem Album Hybrid Theory der US-amerikanischen Nu-Metal-Band Linkin Park. Sie wurde am 2. April 2001 veröffentlicht. Sänger Chester Bennington bemerkte, dass Crawling der am schwierigsten zu singende Linkin Park Song gewesen sei. Er kommentierte, dass die Bedeutung von Crawling von seinen eigenen Kämpfen gegen den Drogenmissbrauch inspiriert gewesen sei. Bei Crawling ginge es darum, dass man keine Kontrolle mehr über sich selbst hat in Bezug auf Alkohol und andere Drogen. Daher die Zeilen „diese Wunden, sie werden nicht heilen“ („these wounds, they will not heal“).

## Text
Der Text von Crawling hat sich während der Entstehung des Lieds stark gewandelt. Ursprünglich spiegelte sich wesentlich mehr Depression in dem Text wider, Textstellen wie “this lack of self-control I found so overwhelming” und “I can’t seem to find the strength within” wurden durch “this lack of self-control I fear is never ending”und “I can’t seem to find myself again” ersetzt. Die Art des Gesangs ist verglichen mit der ursprünglichen Version von Crawling wesentlich aggressiver geworden. Die Bridge, die Mike Shinoda ohne die Begleitung der Hauptinstrumente nach der 2. Strophe rappt, wurde restlos entfernt.

## Musikvideo
Das Musikvideo zeigt zum einen die Band, wie sie das Lied in einem kristallartigen Raum spielt, zum anderen eine junge Frau (gespielt von Katelyn Rosaasen), entweder allein in verschiedenen Umgebungen oder gegenüber der Band.

## Veröffentlichung
Das Stück erschien auf einer 2-Track-Single und beinhaltete als B-Seite eine Liveversion von Papercut, die bei BBC entstand. Als Extra beinhaltete die Single ein sogenanntes „Backstage Video Footage“. Ein Remixversion des Liedes, Crawling, findet sich auf dem Remixalbum Reanimation.

## Kommerzieller Erfolg

### Chartplatzierungen
| ChartsChartplatzierungen       | Höchstplatzierung | Wochen |
| ------------------------------ | ----------------- | ------ |
| Deutschland (GfK)              | 14 (22 Wo.)       | 22     |
| Österreich (Ö3)                | 8 (32 Wo.)        | 32     |
| Schweiz (IFPI)                 | 43 (15 Wo.)       | 15     |
| Vereinigte Staaten (Billboard) | 79 (20 Wo.)       | 20     |
| Vereinigtes Königreich (OCC)   | 16 (8 Wo.)        | 8      |

| ChartsJahrescharts (2001) | Platzierung |
| ------------------------- | ----------- |
| Deutschland (GfK)         | 47          |
| Österreich (Ö3)           | 31          |

### Auszeichnungen für Musikverkäufe
| Land/Region                  | Auszeichnungen für Musikverkäufe (Land/Region, Auszeichnung, Verkäufe) | Verkäufe  |
| ---------------------------- | ---------------------------------------------------------------------- | --------- |
| Italien (FIMI)               | Platin                                                                 | 100.000   |
| Neuseeland (RMNZ)            | Platin                                                                 | 30.000    |
| Spanien (Promusicae)         | Gold                                                                   | 30.000    |
| Vereinigte Staaten (RIAA)    | Gold                                                                   | 500.000   |
| Vereinigtes Königreich (BPI) | Platin                                                                 | 753.000   |
| Insgesamt                    | 2× Gold · 3× Platin ·                                                  | 1.413.000 |

Hauptartikel: Linkin Park/Auszeichnungen für Musikverkäufe